# Estación de Louredo-Valos
Louredo-Valos es una estación ferroviaria situada en el municipio español de Mos, en la provincia de Pontevedra, comunidad autónoma de Galicia. La estación no dispone de servicios de viajeros desde el año 2013.

## Situación Ferroviaria
La estación se encuentra en el punto kilométrico 160,023 de la línea férrea de ancho ibérico que une Monforte de Lemos con Redondela a 118 metros de altitud, entre las estaciones de Porriño y Redondela. El tramo es de vía única y está electrificado.

## Historia
La estación fue inaugurada el 17 de marzo de 1878 con la apertura del tramo Guillarey-Vigo de la línea que pretendía unir Vigo con Monforte de Lemos. La compañía encargada de las obras fue la Compañía del Ferrocarril de Medina a Zamora y de Orense a Vigo. En 1928, los graves problemas económicos que sufrían las empresas que gestionaban las líneas férreas del oeste español llevaron al estado a la nacionalización de las mismas y a su agrupación en la Compañía Nacional de los Ferrocarriles del Oeste. En 1941, Oeste se integraría como el resto de compañías ferroviarias españolas en RENFE.
Desde el 31 de diciembre de 2004 Renfe Operadora explota la línea mientras que Adif es la titular de las instalaciones ferroviarias.